# 82P/Gehrels
Pour les articles homonymes, voir Gehrels et Comète Gehrels.
82P/Gehrels, aussi connue comme Gehrels 3, est une comète périodique du Système solaire, découverte le 27 octobre 1975 par Tom Gehrels à l'observatoire Palomar en Californie.